# Yo-yo

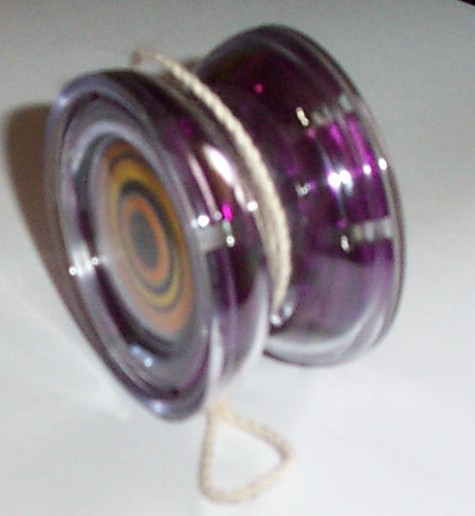
Jucăria Yo-yo

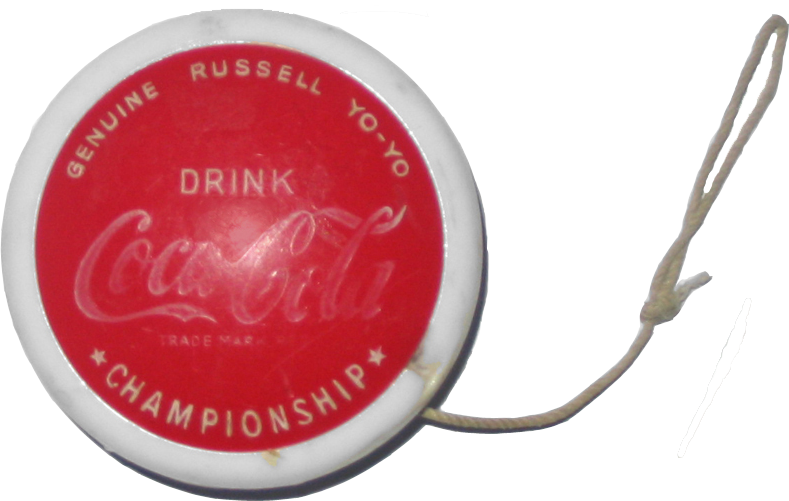
Yo-yo Coca-Cola din anii 1960

Yo-yo-ul este o jucărie care conține două discuri egale din plastic, lemn sau metal, conectate cu un ax fix, în jurul căruia se rulează un fir.

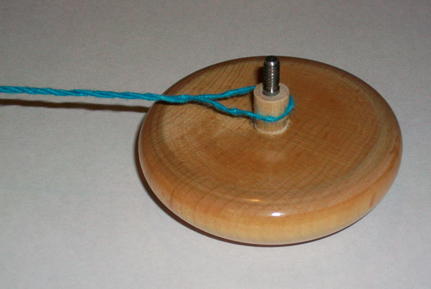
fix osie yo-yo cutaway

 La unele yo-yo-uri dimensiunea axului poate fi ajustată, astfel încât firul să se poată mișca și roti liber în jurul acestuia. 
Jucăria datează din anii 500 Î.Hr., însă a devenit populară pentru prima oară în 1920. Dacă la început era asociată cu copii, cu timpul acesta a acaparat și atenția adulților, care încearcă să își îmbunătățească abilitățile de control asupra jucăriei.

## Jocul de bază
Pentru a-l folosi, jucătorul își introduce degetul prin cercul format la capătul firului. Jucătorul dă drumul celor două discuri să cadă drept pentru ca apoi acestea să se ruleze înapoi pe fir. Când este aruncat (fără a se da drumul firului din mână) yo-yo-ul se rotește atât cât îi permite firul. Ceea ce este important este ca yo-yo-ul să urce și coboare de cât mai multe ori.

### Trick instructions
- Ken's World on a String Yo-Yo Tricks site with colorful illustrations and videos
- MasterMagic.NET Advanced trick list with slow-motion video instructions.
- Trick videos and instructions
- More trick videos and instructions Arhivat în 10 iulie 2007, la Wayback Machine.
- How to Yo-Yo Clearly illustrated beginner yo-yo tricks.